# Genoa (Nueva York)
Genoa es un pueblo ubicado en el condado de Cayuga en el estado estadounidense de Nueva York. En el año 2000 tenía una población de 1.914 habitantes y una densidad poblacional de 18.6 personas por km².

## Geografía
Genoa se encuentra ubicado en las coordenadas 42°39′14″N 76°34′20″O / 42.65389, -76.57222.

## Demografía
Según la Oficina del Censo en 2000 los ingresos medios por hogar en la localidad eran de $43,618, y los ingresos medios por familia eran $50,473. Los hombres tenían unos ingresos medios de $32,679 frente a los $23,603 para las mujeres. La renta per cápita para la localidad era de $20,960. Alrededor del 8.2% de la población estaban por debajo del umbral de pobreza.